# Tren eléctrico ER9
| ER9                                  | ER9 |
| ER9-30 at Murom, Gorkovskaya Railway | ER9-30 at Murom, Gorkovskaya Railway                                                                                               |
| Fabricante                           | Rīgas Vagonbūves Rūpnīca |
| Entrada en servicio                  | 1962-Actualidad |
| Especificaciones                     | Especificaciones |
| Sistema eléctrico                    | 25 kV 50 Hz AC Catenaria |
| Colector de corriente                | Pantógrafo |
| Sistema de enganche                  | SA3 |
| Ancho de Vía                         | 1,520 mm (4 ft 11+27⁄32 in) Ancho ruso 1,435 mm (4 ft 8+1⁄2 in) Ancho Estándar (empleado por los Ferrocarriles Estatales Búlgaros) |
| ------------------------------------ | --- |

Para dar servicio a las líneas suburbanas de cercanías electrificadas a 25 kV, corriente alterna, la planta de fabricación de vagones ferroviarios de Riga produjo los trenes ER9, luego ER9P y otras modificaciones de trenes eléctricos en el período 1962-2002. La producción en masa de estos trenes había comenzado en 1964.

## Tipos de vagones
Para estos trenes se fabricaron tres tipos de vagones: locomotora, remolque y cabina-remolque. La cantidad mínima de vehículos es de cuatro (2 vehículos con motor y 2 con cabina y remolque). La cantidad máxima era de doce (seis vagones motores, cuatro remolques y dos remolques con cabina). Los trenes podían controlarse y/o manejarse únicamente desde coches con cabina.

## Diseño y construcción

### Carrocerías
Las carrocerías de los vagones utilizan una construcción sin bastidor similar a la de los trenes de la serie ER2, con una serie de modificaciones debido a la diferente disposición de los equipos, como transformadores de CA y rectificadores. Las entradas de coches están adaptadas tanto para plataformas altas como bajas. Como la mayoría del material rodante soviético, los vagones tienen enganches automáticos SA-3 .
Las carrocerías están soportadas por dos bogies de dos ejes. Los bastidores de bogies son una construcción totalmente soldada en forma de H. Los trenes construidos hasta el ER9p-125 tienen amortizadores elípticos NE Galakhov en sus suspensiones centrales. Los bastidores de bogies están soportados por 8 resortes cilíndricos instalados en una capa de equilibradores de caja de grasa. La deformación estática del amortizador es de 105 A partir del tren ER9p-126 (1966), los vagones se apoyan en la caja de ejes mediante cuatro juegos de muelles cilíndricos, dispuestos en dos filas. Los amortiguadores hidráulicos están situados en la suspensión central, como en los coches ER2 de los años 1966 a 1975. La deformación estática se mantuvo igual (105 mm). El diámetro de las ruedas de un automóvil es de 1050 mm, y el de las ruedas del remolque es de 950 mm.

### Motores de tracción eléctrica
Los motores de tracción eléctrica se instalan en bastidores de bogies, como en los automóviles ER2. El eje del motor está conectado al tren de engranajes menor mediante un embrague de mordazas. El cuerpo del reductor de velocidad está anclado a un par de ruedas mediante un reductor de fricción formado por rodillos. Desde el lado del tren de engranajes menor, el par reductor de velocidad está suspendido del bastidor del carro.
Especificaciones de los motores de tracción
Unidad: Motor de Tracción Eléctrica (RT-51D) Instalado: En automóviles Voltaje: 825 V, directamente de rectificadores. Potencia: 180 kW, 240 A (en caso de excitación del 92,5%) 200 kW, 266 A (en caso de excitación del 32%)
Frecuencia de rotación: 645 rpm (en caso de excitación del 92,5 %) 1140 rpm (en caso de excitación del 32 %)
En caso de corriente de pulso y 32% de excitación la potencia horaria es 182 kilovatios. La frecuencia de rotación es de 2080 rpm.
Masa de la unidad: 2000 kg Los motores están conectados en serie de dos. Estas series están conectadas en paralelo y conectadas al rectificador a través de un reactor de suavizado general. Además de los niveles de entusiasmo alto (92%) y bajo (32,5%), hay un nivel medio (53,5%).

### Transmisión
La transmisión es unidireccional, rígida y de piñones rectos. La relación es 23:73 (1:3,17). En el carro de cada vagón motor están instalados dos cilindros de freno. Las zapatas de freno presionan la rueda desde ambos lados. Los frenos cuentan con control electroneumático.

### Transformador
Unidad: Transformador OCR-1000/25 Suspendido: Bajo la carrocería de un automóvil Fabricado: En la planta de Tecnología Eléctrica de Tallin El transformador tiene un tipo de núcleo y está refrigerado por aceite.
Compuesto por 4 bobinas: Primaria, para 25 kV (potencia normal 965.000 voltamperios ), Bobina de tracción: 7 salidas con electrodos de regulación. Voltaje de salida: 2208 V (en posición neutra)[cita requerida] Corriente normal 350 amperios Corriente horaria 530 amperios
Serpentín de calentamiento
Potencia: 100 kV·A Voltaje de salida: 628 V Potencia de la bobina suplementaria: 92 kV·A Voltaje: 220 V. La masa del transformador es 3122 kilogramo.
Unidad: El interruptor neumático principal (VOV25-4) Montado: En el techo del automóvil Propósito: proteger los circuitos de alto voltaje de corrientes de cortocircuito y sobrecarga. Fabricado por: Planta de equipos de alto voltaje de Nalchik.
Unidad: Rectificador UVP-1. Montado: Bajo la carrocería del automóvil Características: Esquema de puente

### Circuitos rectificadores
La unidad tiene 30 rectificadores VK2-200-6B. Cada brazo del puente tiene 3 circuitos en paralelo, compuestos por 10 rectificadores conectados en serie. Las ramificaciones tienen 3 circuitos en paralelo, con 2 rectificadores conectados en serie. Para una distribución uniforme del voltaje inverso en circuitos en serie, las resistencias activas se conectan en paralelo con rectificadores en período no conductor. La conexión de rectificadores con el mismo potencial se realiza mediante resistencias.
- En los automóviles se realiza la llamada "transferencia de rectificador", de un paso de voltaje a otro. Esta característica permitió excluir un reactor de división del diseño. Para este fin, las ramificaciones del rectificador se conectan en grupos rectificadores que forman brazos de puente. Cada brazo tiene 3 circuitos conectados en paralelo, cada uno de ellos tiene 4 rectificadores conectados en serie. Por eso el número total de rectificadores en los automóviles es 144. El valor normal del voltaje rectificado es 1650 V, la corriente es 600 amperios. La unidad pesa 580 kilogramo.

## Control de la velocidad del tren
Unidad: Controlador KSP - 6B Finalidad: Regular la tensión en las pinzas de los motores de tracción eléctrica, así como su nivel de excitación. Composición: 18 contactores y conductores. El sistema fue desarrollado por el profesor LM Reshetov. La unidad tiene 20 posiciones de trabajo.

### Posición 1: Maniobras
El voltaje de un segmento de la bobina de tracción llega a las abrazaderas del motor de tracción a través de la resistencia de arranque y el rectificador. Los motores están funcionando en modo de alta excitación.

### Posición 2
El circuito es el mismo, excluyendo la resistencia de arranque.

### Posiciones subsiguientes (3 a 16)
La tensión en las abrazaderas del motor aumenta debido a la conexión en serie de la carga a la salida de la bobina de tracción.
Posición 17: El nivel de entusiasmo se reduce al 53,5%. Posición 18: El mismo modo de trabajo que la posición 17. Posición 19: El nivel de entusiasmo se reduce al 32%.
El controlador principal está controlado por el controlador del ingeniero (1KU - 023). La unidad tiene dos asas. Son: Reversivo: cuenta con posiciones de reversa, conducción y punto muerto. Principal - características: neutral, maniobra y 4 posiciones de trabajo.
Los motores de tracción y la mayoría de los dispositivos eléctricos se fabrican en la planta de equipos eléctricos de Riga.
Unidad: Divisores de fase Colocados: Debajo de la carrocería de los automóviles. Propósito: Convierte la corriente monofásica de 220 V en trifásica. La corriente producida sirve para alimentar diversas máquinas complementarias.
Unidad: Rueda de ventilador. Colocado: En el rotor del divisor(?). Finalidad: Refrigeración de rectificadores, reactores y transformadores. La frecuencia de rotación del divisor es de 1495 rpm.
Unidad: Motor - Compresor. Composición: Motor Eléctrico LOSV-72-6, con compresor EK1-V o EK-1P. Rendimiento 0,7, 0,6 y m 3 /min. Ubicación: Debajo de la carrocería de los vehículos acoplados y con cabina.
Unidad: Batería alcalina, acumulador (90KN-55) Voltaje normal: 110 V. Cargada por bobina de 220 V del transformador, a través de rectificador de silicio. El estabilizado se utiliza para soportar el voltaje. Ubicación: Debajo de la carrocería de los vehículos acoplados y con cabina.
La velocidad de construcción del tren es de 130 kilómetros por hora. Aceleración calculada hasta 60 km/h es 0,8 m/s^2.
Pesos: Automóvil - 59.000 kg 108 Asientos; Coche acoplado - 37.000 kg 110 Asientos; Coche Cabina - 39.000 kg 88 Asientos;

## Modificaciones en el diseño y la construcción
Durante el proceso de fabricación, se introdujeron muchos cambios en la construcción del ER9p. A partir del tren ER9p-125, el embrague de accionamiento del embrague de mandíbula se cambia por un rodillo rígido. La varilla del rotor de los motores eléctricos está conectada a una rueda dentada menor mediante una cubierta de cordón de goma (como en los automóviles con motor ER2).
- A partir del tren ER9p-230 (1969), la unidad rectificadora UVP-1 se cambia por la UVP-3. Cuenta con 84 rectificadores de avalancha VKLD-200-8B. Cada brazo del puente tiene 3 circuitos en paralelo, compuestos por 6 rectificadores conectados en serie. Las ramificaciones tienen 3 circuitos en paralelo, con 2 rectificadores conectados en serie. En el UVP-3 faltan resistencias de conexión, así como dispositivos que reaccionan al abanico de salida del rectificador. (?)
- A partir del tren ER9p-345 (1974), se lanzaron al mercado vagones con cabina y parte superior más plana. (Como en los trenes eléctricos ER2, numerados del 1028 en adelante).

## Versiones modificadas de ER9

### ER9P
Producido desde 1961. A diferencia del ER9, los rectificadores estaban situados en las carrocerías de los automóviles, no en los compartimentos de pasajeros.
Producido desde 1976. A diferencia del ER9P, los trenes ER9M disponen de un compartimento de alto voltaje en sus vagones motor, donde se ubica un bus de alto voltaje. En ER9/ER9P se hizo a través de la pared.
- Se instalan asientos acolchados en lugar de asientos de madera. (De manera similar, con los trenes eléctricos ER2 numerados del 1112 en adelante.

### ER9E
Producido desde 1981. Se diferencia del ER9M por el enfriamiento por aire natural de los rectificadores.

### ER9T
Producido desde 1988 hasta el final de la producción del ER9 en la planta de Riga. Esta modificación ha modernizado bogies, motores de tracción y frenos reostáticos.
|                                                            |
| ER9P-276 cerca de Berdanosovka, (Oblast de Lipetsk), Rusia |

|                                                          |
| ER9M-390-01 - estación de ferrocarril en Vilna, Lituania |

|                                   |
| Interior of the ER9M in Lithuania |

|                                           |
| ER9M-513 train station of Nizhyn, Ukraine |

|                                        |
| ER9E-591 at Vysochino, Bataysk, Russia |

|                               |
| ER9T-683 near Saratov, Russia |

|                                                |
| ЕР9p-361 at Tarasa Shevchenka Station, Ukraine |

|                                                |
| ER9M-501 at Kyiv-Pasazhyrskyi station, Ukraine |

## Contrato ER25 para Bulgaria
Los ferrocarriles búlgaros encargaron trenes ER25 a la planta de fabricación de vagones de ferrocarril de Riga. La planta proyectó un sistema de frenado reostático para estos trenes. El tren eléctrico ER9p-101 estaba equipado con un freno de este tipo. Este tren fue probado en la vía circular experimental del CNII del Ministerio de Ferrocarriles. El frenado reostático se utilizó para reducir la velocidad de 130 km/h hasta 50 kilómetros por hora. En aquel entonces se utilizaba el frenado electroneumático convencional. Después de esto, el tren eléctrico ingresó al depósito de Gorky para su uso permanente. Funcionó según el horario común con otros trenes eléctricos ER9p.
En 1974, la planta electrotécnica de Tallin fabricó unidades rectificadoras experimentales UVP-5. Presentaban rectificadores de avalancha de tabletas (clase 12) con refrigeración por aire natural. Una de estas unidades estaba montada en el vagón motor ER9P-32304 que utilizaba el Ferrocarril Gorky.